# Coraopolis
Coraopolis est un borough de Pennsylvanie situé dans le comté d'Allegheny, aux États-Unis. Sa population était de 5 677 habitants au recensement de 2010. Elle a atteint un sommet de 11 086 habitants en 1940. Son architecture de briques est typique.

## Géographie
Cette petite localité se trouve à l'ouest de Pittsburgh le long de l'Ohio.

## Économie
La localité accueille les sièges d'American Bridge et de Dick's Sporting Goods.